# Govern de Catalunya 2012-2016
El govern de la Generalitat de Catalunya des de 2012 correspon al nomenat pel president de la Generalitat, Artur Mas, en la X legislatura parlamentària del període democràtic.

## Cronologia
Arran de les eleccions al Parlament de Catalunya de 2012 del 25 de novembre CiU va patir una davallada considerable del nombre d'escons i només n'obtingué 50, la qual cosa suposà una pèrdua de 12 escons respecte a les eleccions anteriors, Esquerra es quedà a l'oposició tot donant estabilitat al govern de la Generalitat de Catalunya encapçalat per Artur Mas. Aquests comicis donaren una majoria parlamentària a les forces polítiques partidàries de celebrar un referèndum sobre la independència de Catalunya que havia assumit anteriorment el president Mas.
La vigília d'aquell Nadal, el 24 de desembre de 2012, Artur Mas i Gavarró, de Convergència i Unió, va ser investit per segona vegada president de la Generalitat de Catalunya prenent possessió del càrrec. El dia 27 va nomenar els consellers del Consell Executiu de la Generalitat, que van prendre possessió el mateix dia.
Entre els components del Govern hi havia vuit membres militants de Convergència Democràtica de Catalunya (CDC), tres d'Unió Democràtica de Catalunya i dos consellers independents, Ferran Mascarell i Boi Ruiz, que van repetir el mateix càrrec que exercien l'anterior mandat. El 17 de juny de 2015 Unió Democràtica de Catalunya  va anunciar els seus tres consellers que sortien del govern després de les tensions amb Convergència Democràtica de Catalunya.
Durant el seu mandat va impedir la celebració d'un multireferèndum promogut per la Candidatura d'Unitat Popular (CUP) i diversos col·lectius de l'espai que esdevindria Catalunya en Comú, i el 9 de novembre de 2014 es va dur a terme la Consulta sobre la independència de Catalunya, dos ciutadans van morir en ser detinguts pels Mossos d'Esquadra, i va expedientar Mossos per la Independència per l'ús de l'escut oficial dels Mossos d'Esquadra en el seu logotip.

## Composició del Govern

### 22 de desembre de 2012 - 22 de juny de 2015
El 27 de desembre de 2012, el president de la Generalitat, Artur Mas, va nomenar la vicepresidenta i els consellers del Govern de Catalunya que entre els anys 2012 i 2015 estava configurat amb la següent composició:
- Artur Mas i Gavarró (CDC), president de la Generalitat
- Joana Ortega i Alemany (UDC), vicepresidenta del Govern i consellera de Governació i Relacions Institucionals
- Francesc Homs i Molist (CDC), conseller de Presidència i portaveu del Govern
- Andreu Mas-Colell (CDC), conseller d'Economia i Coneixement
- Irene Rigau i Oliver (CDC), consellera d'Ensenyament
- Boi Ruiz i Garcia (independent), conseller de Salut
- Ramon Espadaler i Parcerisas (UDC), conseller d'Interior
- Santi Vila i Vicente (CDC), conseller de Territori i Sostenibilitat
- Ferran Mascarell i Canalda (independent), conseller de Cultura
- Josep Maria Pelegrí i Aixut (UDC), conseller d'Agricultura, Ramaderia, Pesca, Alimentació i Medi Natural
- Neus Munté i Fernández (CDC), consellera de Benestar Social i Família
- Felip Puig i Godes (CDC), conseller d'Empresa i Ocupació
- Germà Gordó i Aubarell (CDC), conseller de Justícia
- Jordi Baiget i Cantons (CDC), secretari del Govern

### 22 de juny de 2015 - 16 de novembre de 2015
Amb motiu de la sortida del Govern dels consellers membres d'Unió Democràtica de Catalunya, el 22 de juny de 2015, el president de la Generalitat va cessar els consellers sortints i va refer el Govern que va quedar amb el següent format:
- Artur Mas i Gavarró (CDC), president de la Generalitat
- Neus Munté i Fernández (CDC), vicepresidenta del Govern, consellera de Benestar Social i Família i portaveu del Govern
- Francesc Homs i Molist (CDC), conseller de Presidència
- Meritxell Borràs i Solé (CDC), consellera de Governació i Relacions Institucionals
- Andreu Mas-Colell (CDC), conseller d'Economia i Coneixement
- Irene Rigau i Oliver (CDC), consellera d'Ensenyament
- Boi Ruiz i Garcia (independent), conseller de Salut
- Jordi Jané i Guasch (CDC), conseller d'Interior
- Santi Vila i Vicente (CDC), conseller de Territori i Sostenibilitat
- Ferran Mascarell i Canalda (independent), conseller de Cultura
- Jordi Ciuraneta i Riu (CDC), conseller d'Agricultura, Ramaderia, Pesca i Alimentació
- Felip Puig i Godes (CDC), conseller d'Empresa i Ocupació
- Germà Gordó i Aubarell (CDC), conseller de Justícia
- Jordi Baiget i Cantons (CDC), secretari del Govern

### 16 de novembre de 2015 - 14 de gener de 2016
El 16 de novembre de 2015, el president de la Generalitat va assumir la direcció superior del Departament de Presidència i va cessar de les seves funcions el conseller. L'exectiu català va a passar a ser integrat pels següents consellers i conselleres:
- Artur Mas i Gavarró (CDC), president de la Generalitat
- Neus Munté i Fernández (CDC), vicepresidenta del Govern, consellera de Benestar Social i Família i portaveu del Govern
- Meritxell Borràs i Solé (CDC), consellera de Governació i Relacions Institucionals
- Andreu Mas-Colell (CDC), conseller d'Economia i Coneixement
- Irene Rigau i Oliver (CDC), consellera d'Ensenyament
- Boi Ruiz i Garcia (independent), conseller de Salut
- Jordi Jané i Guasch (CDC), conseller d'Interior
- Santi Vila i Vicente (CDC), conseller de Territori i Sostenibilitat
- Ferran Mascarell i Canalda (independent), conseller de Cultura
- Jordi Ciuraneta i Riu (CDC), conseller d'Agricultura, Ramaderia, Pesca i Alimentació
- Felip Puig i Godes (CDC), conseller d'Empresa i Ocupació
- Germà Gordó i Aubarell (CDC), conseller de Justícia
- Jordi Baiget i Cantons (CDC), secretari del Govern